# حلقه خارج‌قسمتی
حلقه خارج‌قسمتی (به انگلیسی: quotient ring) در نظریه حلقه‌ها، که شاخه‌ای از جبر مجرد است، ساختاری کاملاً مشابه با گروه‌ خارج قسمتی در نظریه گروه‌ها و فضای خارج‌قسمتی در جبر خطی است. این ساختار، مثال خاصی از یک خارج‌قسمت از دیدگاه عمومی جبر جهانی است. با شروع از حلقه‌ی {\displaystyle R} و یک ایده‌آل دوطرفه بنام {\displaystyle I} در {\displaystyle R} یک حلقه جدید یعنی {\displaystyle R/I} ساخته می‌شود، که عناصرش هم‌دسته‌های {\displaystyle I} در {\displaystyle R} اند، در اینجا همدستگی نسبت به عملگر های خاص + و ⋅ تعریف می‌شود.
مفهوم حلقه‌های خارج‌قسمتی مفهومی متمایز از «میدان خارج‌قسمتی» یا مفهوم «میدان کسرهای یک حوزه صحیح» است، همچنین این ساختار با ساختار «حلقه‌های خارج‌قسمت‌ها» که از محلی‌سازی بدست می‌آیند، نیز متفاوت می‌باشد.

## ارجاعات
1. ↑  Dummit, David S.; Foote, Richard M. (2004). Abstract Algebra (3rd ed.). John Wiley & Sons. ISBN 0-471-43334-9.
2. ↑  Lang, Serge (2002). Algebra. Graduate Texts in Mathematics. Springer. ISBN 0-387-95385-X.